# Procytherideis retifera
Procytherideis retifera is een mosselkreeftjessoort uit de familie van de Neocytherideididae. De wetenschappelijke naam van de soort is voor het eerst geldig gepubliceerd in 1978 door Ruggieri.